# Чапаєвка (Алатирський район)
Чапа́євка (рос. Чапаевка, чув. Чапаевка) — селище у складі Алатирського району Чувашії, Росія. Входить до складу Первомайського сільського поселення.
Населення — 20 осіб (2010; 43 у 2002).
Національний склад:
- чуваші — 100 %